# Правило Комі
«Правило Комі» (англ. The Comey Rule) — драматичний телевізійний міні-серіал, заснований на книзі «Вища лояльність: правда, брехня та лідерство» колишнього директора ФБР Джеймса Комі. Розповідає про вибори 2016 року, за результатами яких Дональд Трамп став президентом США. Двосерійний міні-серіал транслювався з 27 по 28 вересня 2020 року на Showtime.

## Сюжет
Серіал розповідає про директора ФБР Джеймса Комі напередодні виборів 2016 року, а потім у перші місяці президентства Дональда Трампа.
У 2015 році Комі просить Марка Джуліано залишитися на посаді заступника директора ФБР, щоб очолити «мідрічне» розслідування приватного електронного сервера Хілларі Клінтон.
Розслідування "Ураган перехресного вогню" щодо зв'язків між соратниками Трампа та російськими чиновниками в 2016 році було зосереджено на Джорджі Пападопулосі, раднику кампанії Трампа. У цьому епізоді згадується, що ГРУ завербувало Картера Пейджа як актив, і що Пол Манафорт є платним у російських олігархів Олега Дерипаски та Дмитра Фірташа. Розслідування містить необґрунтовані докази того, що російський уряд мав шкідливу інформацію про Дональда Трампа, коли він зупинявся в московському готелі Ritz-Carlton у 2013 році.
Після закриття розслідування «Midyear» у липні 2016 року офіс Комі відновлює своє розслідування, оскільки деякі серверні електронні листи Хілларі Клінтон виявилися в новому секстинг-скандалі на ноутбуці Ентоні Вайнера.
Перший епізод закінчується новиною про те, що Гілларі Клінтон телефонує Дональду Трампу, щоб надати йому право на вибори.
У другому епізоді керівники розвідувального співтовариства кажуть Бараку Обамі, що Росія хоче, щоб у Білому домі був дружній Дональд Трамп, щоб розвалити НАТО, припинити ядерну угоду з Іраном, дозволити буріння нафти в Арктиці, створити шлях для турецького вторгнення. проти курдів, почати торговельну війну з Китаєм і, перш за все, посіяти розбрат на Заході.
Російський посол Сергій Кисляк тисне на Майкла Флінна, щоб він припинив економічні санкції проти Росії після того, як Обама видворив 35 російських дипломатів і оголосив про нові санкції проти Росії. Після виборів 2016 року Джеймс Клеппер та інші керівники розвідки обговорюють досьє Стіла з Обамою на брифінгу в Білому домі.
Після обрання Трампа в 2016 році керівники розвідки США зустрілися з представниками кампанії Трампа в Трамп-тауер у Нью-Йорку, щоб стверджувати, що російські урядові агенти використовують підроблені облікові записи в соціальних мережах на YouTube, Facebook, Twitter і Instagram для дублювання протрампівської пропаганди на Russia Today і Sputnik. радіо. Також Комі звинувачує росіян у атаці на сам процес голосування. ФБР перехопило п'ять телефонних дзвінків, які обговорювали резолюцію санкцій, коли Майк Пенс розповідав Face the Nation, що дзвінки між Кисляком і Флінном стосувалися висловлення співчуття у зв'язку з катастрофою Ту-154 ВПС Росії в 2016 році.
Трамп приймає Комі на приватну вечерю в Білому домі; під час зустрічі Трамп закликає до лояльності. Згодом Трамп звільняє Саллі Єйтс. Трамп каже Комі, що не давав «мільярд доларів Ірану, як це зробив Обама». [2] Трамп продовжує просити Комі припинити розслідування ФБР щодо Майкла Флінна.
Другий епізод завершується звільненням Комі разом із відставками, перепризначеннями та відставками кількох чиновників ФБР і Міністерства юстиції.

## Виробництво
У жовтні 2019 року було оголошено, що Біллі Рей напише та зрежисерує міні-серіал, створений телевізійною студією CBS, який адаптуватиме автобіографію Джеймса Комі «Вища вірність» із Джеффом Деніелсом у ролі Комі. Брендан Глісон зіграє Дональда Трампа, а Пітер Койот — Роберта Мюллера. Рей зустрічався з Комі кілька разів протягом року, щоб підготуватися до серіалу. Зйомки стартували в Торонто в листопаді 2019 року. Бюджет серіалу склав 40 мільйонів доларів.
У червні 2020 року стала відома справжня назва серіалу «Правило Комі» та склад двох епізодів загальною тривалістю чотири години. Прем’єра шоу мала відбутися на Showtime після президентських виборів у Сполучених Штатах у 2020 р. Однак, після критики Рея щодо трансляції, прем’єру серіалу перенесли на дві ночі, починаючи з 27 вересня 2020 р. У Великобританії серіал виходив у чотири частини на Sky Atlantic 30 вересня 2020 р. Крім того, серіал вийшов в ефір на WOWOW в Японії та був перекладений японською мовою 1 листопада 2020 р.

## Сприйняття
На агрегаторі рецензій Rotten Tomatoes серіал отримав рейтинг схвалення 68% на основі 32 рецензій із середнім рейтингом 6,12/10. Консенсус критиків сайту звучить так: «Незважаючи на деякі вражаючі результати, хаотичний підхід «Правила Комі» до поточних подій прояснює дуже мало, ще більше заплутуючи факти, не додаючи особливого розуміння». На Metacritic він отримав середню оцінку 58 зі 100 на основі 28 критиків, що вказує на «змішані або середні відгуки».

## В ролях

### Головні ролі
- Джефф Деніелс — Джеймс Комі
- Брендан Глісон — Дональд Трамп
- Голлі Гантер — Саллі Єйтс
- Майкл Келлі — Ендрю Маккейба
- Дженніфер Елі — Патріс Комі
- Скут Макнейрі — Род Розенштейн
- Джонатан Бенкс — Джеймс Клеппер
- Уна Чаплін — Ліза Пейдж
- Емі Займетц — Тріша Андерсон
- Стівен Паскуале — Пітер Стржок

### Другорядні ролі
- Пітер Койоті — Роберт Мюллер
- Вільям Седлер — Майкл Флінн
- Т. Р. Найт — Рейнс Прібус
- Кінгслі Бен-Адір — Барак Обама
- Браян д'Арсі Джеймс — Марк Джуліано
- Стів Зіссіс — Джим Бейкер
- Шон Дойл — Білл Прістап
- Річард Томас — Чак Розенберг
- Шонн Галлахер — Джим Рибікі
- Деймре Гаптон — Джех Джонсон
- Джо Ло Тругліо — Джефф Сешнс
- Мішель Хаятт — Лоретта Лінч